# Faculdade comunitária

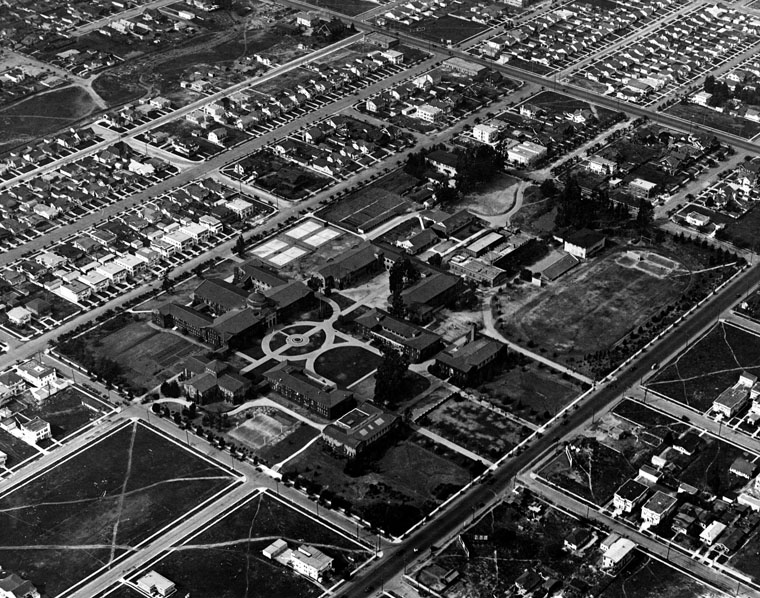
campus do Los Angeles City College, c. em 1922

Uma faculdade comunitária é um tipo de instituição educacional. O termo pode ter significados diferentes em diferentes países: muitas faculdades comunitárias têm uma "matrícula aberta" para alunos que se formaram no ensino médio (também conhecido como ensino secundário). O termo geralmente se refere a uma instituição de ensino superior que oferece educação de força de trabalho e programas acadêmicos de transferência de faculdade. Algumas instituições mantêm equipes atléticas e dormitórios semelhantes às suas contrapartes universitárias.

## Austrália
Na Austrália, o termo "community college" refere-se a pequenas empresas privadas que realizam cursos curtos (por exemplo, de 6 semanas), geralmente de auto-aperfeiçoamento ou de hobby. Equivalente à noção norte-americana de faculdades comunitárias são faculdades de ensino superior ou TAFEs; estas são instituições reguladas principalmente em nível estadual e territorial. Há também um número crescente de provedores privados coloquialmente chamados de "faculdades".

## Canadá
No Canadá, as faculdades são instituições de educação para adultos que oferecem ensino superior e ensino terciário e concedem certificados e diplomas. Alternativamente, as faculdades canadenses são frequentemente chamadas de “institutos” ou “institutos politécnicos”. Além disso, em Ontário, as 24 faculdades de artes aplicadas e tecnologia foram obrigadas a oferecer seus próprios diplomas autônomos, bem como a oferecer diplomas conjuntos com universidades por meio de "acordos de articulação" que geralmente resultam em estudantes emergindo com um diploma e um grau. Assim, por exemplo, a Universidade de Guelph "gêmea" com o Humber College e a Universidade de York fazem o mesmo com o Seneca College. Mais recentemente, no entanto, as faculdades têm oferecido uma variedade de seus próprios diplomas, muitas vezes em negócios, tecnologia, ciências e outras áreas técnicas. Cada província tem seu próprio sistema educacional, conforme prescrito pelo modelo de governança do federalismo canadense. Em meados da década de 1960 e início da década de 1970, a maioria das faculdades canadenses começou a fornecer educação prática e treinamento para a geração emergente e em expansão, e para imigrantes de todo o mundo que estavam entrando no Canadá em número crescente naquela época. Uma tendência formativa foi a fusão das então separadas instituições de formação profissional e educação de adultos (escola noturna).
Sistemas de faculdades comunitárias canadenses
- Colleges and Institutes Canada (CICan) [1] – instituições educacionais com financiamento público; anteriormente a Associação de Faculdades Comunitárias Canadenses (ACCC)
- National Association of Career Colleges [2] – instituições educacionais de financiamento privado; anteriormente a Association of Canadian Career Colleges

## Índia
Na Índia, 98 faculdades comunitárias são reconhecidas pela University Grants Commission. Os cursos oferecidos por essas faculdades são diplomas, diplomas avançados e cursos de certificação. A duração desses cursos geralmente varia de seis meses a dois anos. 

## Reino Unido
Exceto na Escócia, este termo raramente é usado no Reino Unido. Quando é, uma faculdade comunitária é uma escola que não apenas oferece educação para a população em idade escolar (11-18) da localidade, mas também serviços adicionais e educação para adultos e outros membros da comunidade.  Esta educação inclui, mas não se limita a esportes, alfabetização de adultos e educação de estilo de vida. Normalmente, quando os alunos terminam seus estudos do ensino médio aos 16 anos, eles passam para uma faculdade de sexto ano, onde estudam para seus níveis A (embora algumas escolas secundárias tenham integrado o sexto ano). Após o período de dois anos do nível A, eles podem prosseguir para uma faculdade de educação superior ou uma universidade. A primeira também é conhecida como escola técnica.

## Estados Unidos

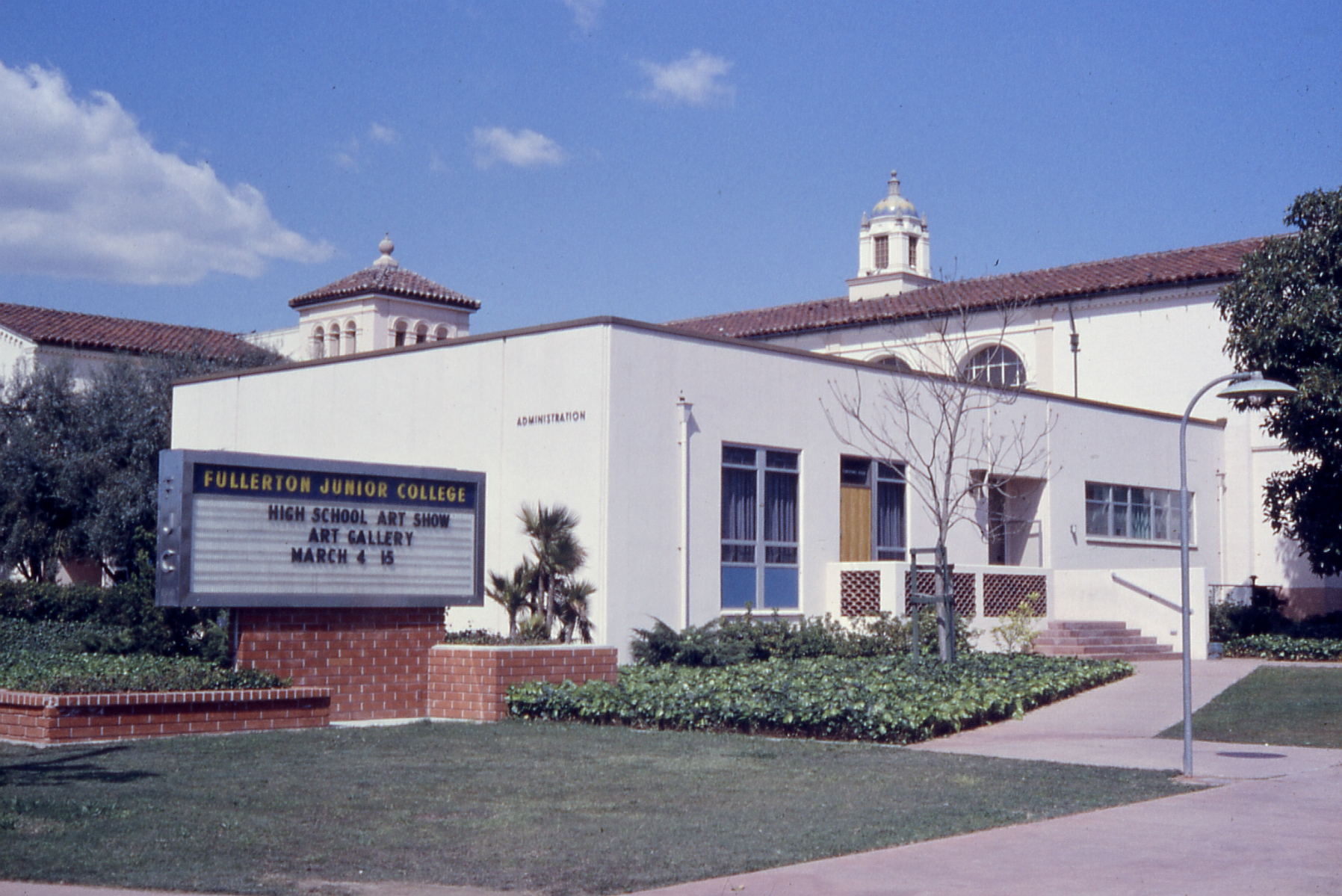
Fullerton College, a faculdade comunitária mais antiga (originalmente "junior college") em operação contínua na Califórnia, fundada em 1913

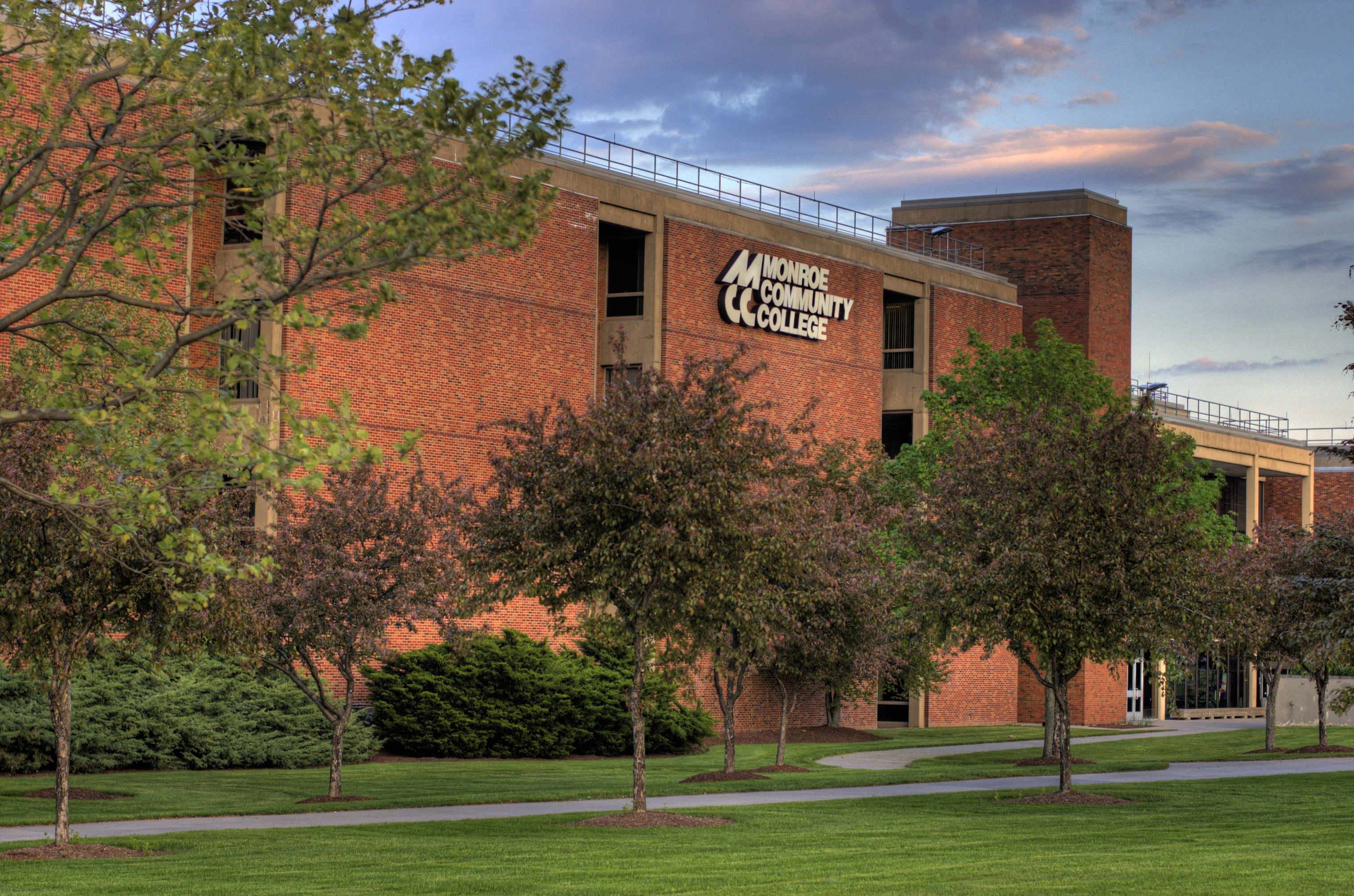
Campus principal do Monroe Community College, em Rochester, Nova York

Nos Estados Unidos, as faculdades comunitárias, às vezes chamadas de faculdades juniores, faculdades técnicas, faculdades de dois anos ou faculdades da cidade, são principalmente instituições públicas que oferecem educação superior, também conhecida como educação continuada, que se concentra em certificados, diplomas e graus associados. Depois de se formar em uma faculdade comunitária, alguns alunos se transferem para uma faculdade ou universidade de artes liberais por dois a três anos para concluir o bacharelado.